# Ramadra
Ramadra (лат.) — род чешуекрылых из подсемейства волнянки.

## Описание
Хоботок редуцирован, Щупики толстые, покрыты волосками Размах крыльев 50—60 мм.

## Систематика
Первоначально этот род английским энтомологом Френсисом Уокером был назван в 1865 году Mardara, но так как он же использовал в 1859 году это же название для другого рода бабочек, то было предложено замещающее название Ramadra.
В состав рода включают три вида:
- Ramadra albostriata (Hampson, 1893)
- Ramadra calligramma (Walker, 1865)
- Ramadra yunnana (Collenette, 1951)

## Распространение
Представители рода встречаются в Индии и Китае.